# Compaq Grand Slam Cup 1999
Der Compaq Grand Slam Cup 1999 ist der Name eines Tennisturniers für Damen sowie eines Tennisturniers für Herren,  und findet zeitgleich vom 28. September bis zum 3. Oktober 1999 in München statt.